# Sten
Lo Sten è un mitra a canna corta progettato nel Regno Unito nel 1940, ed utilizzato durante la seconda guerra mondiale prima, ed in vari Stati del mondo poi.
Fu adoperato principalmente dalla Gran Bretagna, ma anche dai paesi del Commonwealth, e in minor parte dalla Francia e dalle varie formazioni di Resistenza in tutta Europa. In Italia i combattenti della Resistenza lo ricevevano dai lanci paracadutati dell'aviazione britannica. Fu usato nel dopoguerra da moltissimi eserciti di Paesi filobritannici e movimenti armati di guerriglia, fino ai giorni nostri. Venne sostituito dal mitra L2A3 Sterling nel 1953.

## Storia

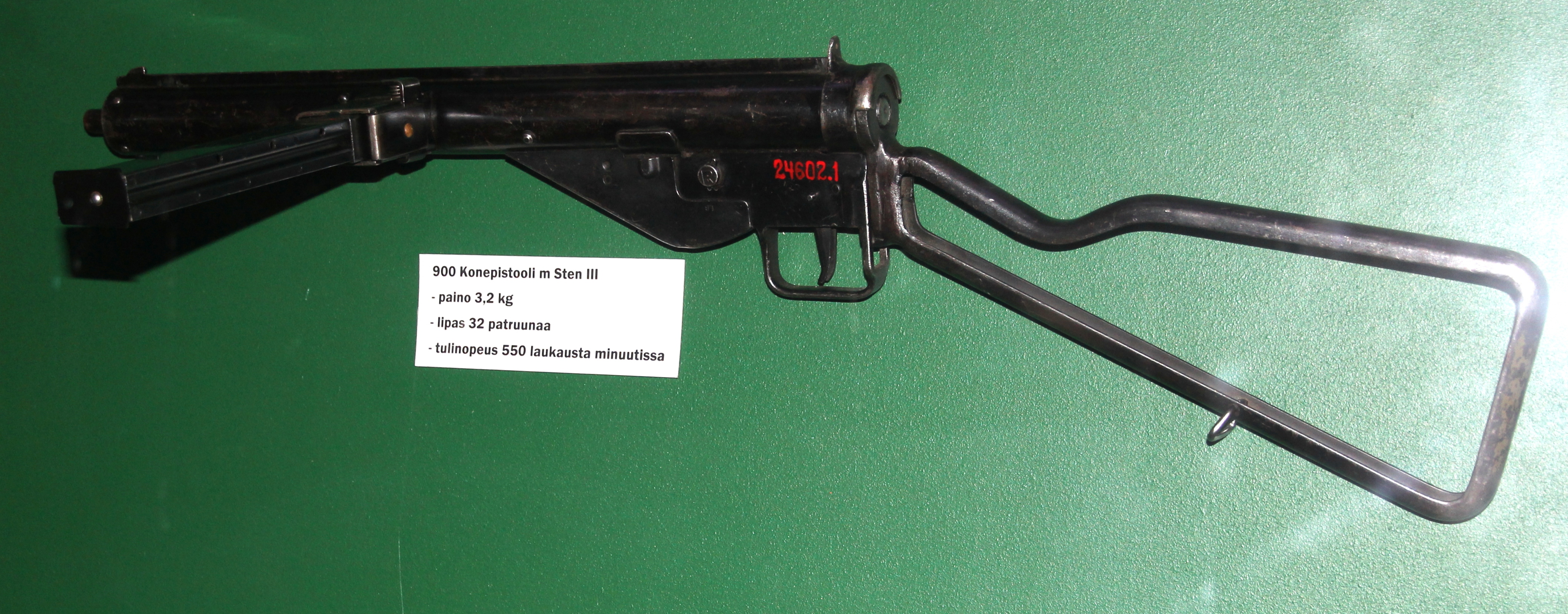
Uno Sten Mk III

Dopo la campagna di Francia del 1940, l'esercito inglese era a corto di armi poiché un gran numero di armi ed equipaggiamenti perse nella battaglia di Dunkerque e il notevole ampliamento che ebbe l'esercito britannico dopo l'entrata in guerra fecero aumentare notevolmente le richieste di armamenti per la fanteria.
I militari britannici avevano sempre rifiutato di acquisire delle pistole mitragliatrici, convinti della validità del fucile Enfield Mk. III e dell'addestramento dei fucilieri britannici. Le battaglie in Francia nel 1940 avevano però brutalmente rivelato l'efficacia delle MP 40 nelle mani dei soldati tedeschi, ed avevano impressionato i comandanti militari inglesi. Venne deciso di acquistare il mitragliatore Thompson M1928, precedentemente già valutato dall'esercito inglese, ma non riuscendo a riceverne a sufficienza, fu commissionata alla Royal Small Arms Factory la realizzazione di una pistola mitragliatrice semplice, economica e rapida da produrre.
Il risultato fu un'arma composta da pochi pezzi, realizzati principalmente per stampaggio e saldatura a elettrodo, in modo da ridurre il più possibile i tempi di lavorazione. I componenti venivano realizzati da una miriade di piccole industrie e assemblati poi nello stabilimento di Enfield. Le versioni successive furono ulteriormente semplificate, fino a ridurre a solo cinque le ore di lavoro necessarie per realizzarlo. Il nome Sten unisce le iniziali dei cognomi dei suoi disegnatori (maggiore Reginald Shepherd e Harold Turpin) e Enfield, la località sede della fabbrica che lo produceva.

## Caratteristiche
Dal punto di vista industriale, lo Sten fu un pieno successo: non avrebbe potuto essere più semplice ed economico, era facilissimo e rapido da produrre e pressoché ogni officina era in grado di costruirlo (a parte le canne). Era un mitra dalla meccanica estremamente semplice ed economica, dalle dimensioni ridotte e dal peso contenuto, con una discreta capienza di munizionamento, molto semplice da usare, oltre che molto robusto.
Era costituito da un tubo d'acciaio brunito, all'interno del quale era inserito un massiccio otturatore in acciaio e la relativa molla di recupero. Aveva
con un caricatore laterale da 32 colpi e un elementare calcio in acciaio. La canna era avvitata a un'estremità, e all'estremità opposta vi era il tappo di chiusura a ghiera. il bocchettone del caricatore era saldato sul lato sinistro, e poteva essere ruotato verso il basso (dalla variante Mk. II in poi) per facilitare l'immagazzinamento o il trasporto. La scatola di scatto era saldata di fronte al ponticello del grilletto, e il calcio a stampella non era pieghevole bensì smontabile, essendo inserito sul tappo a molla di chiusura.

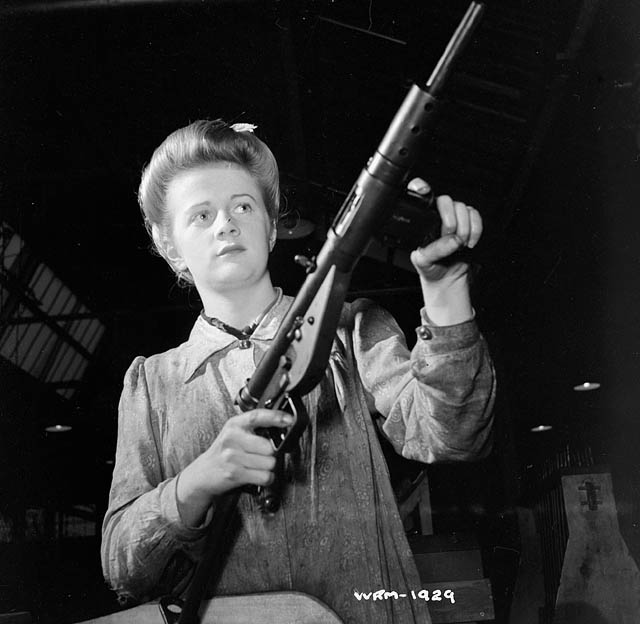
Un'operaia dell'arsenale canadese di Long Branch, Ontario, esamina un mitra Sten Mk.II appena uscito dalla linea di produzione. I modelli Mk.II prodotti in Canada si differenziavano per il calcio a stampella monotrave, identico a quello del precedente Mk. I, anziché a trapezio come i Mk.II prodotti in Inghilterra.

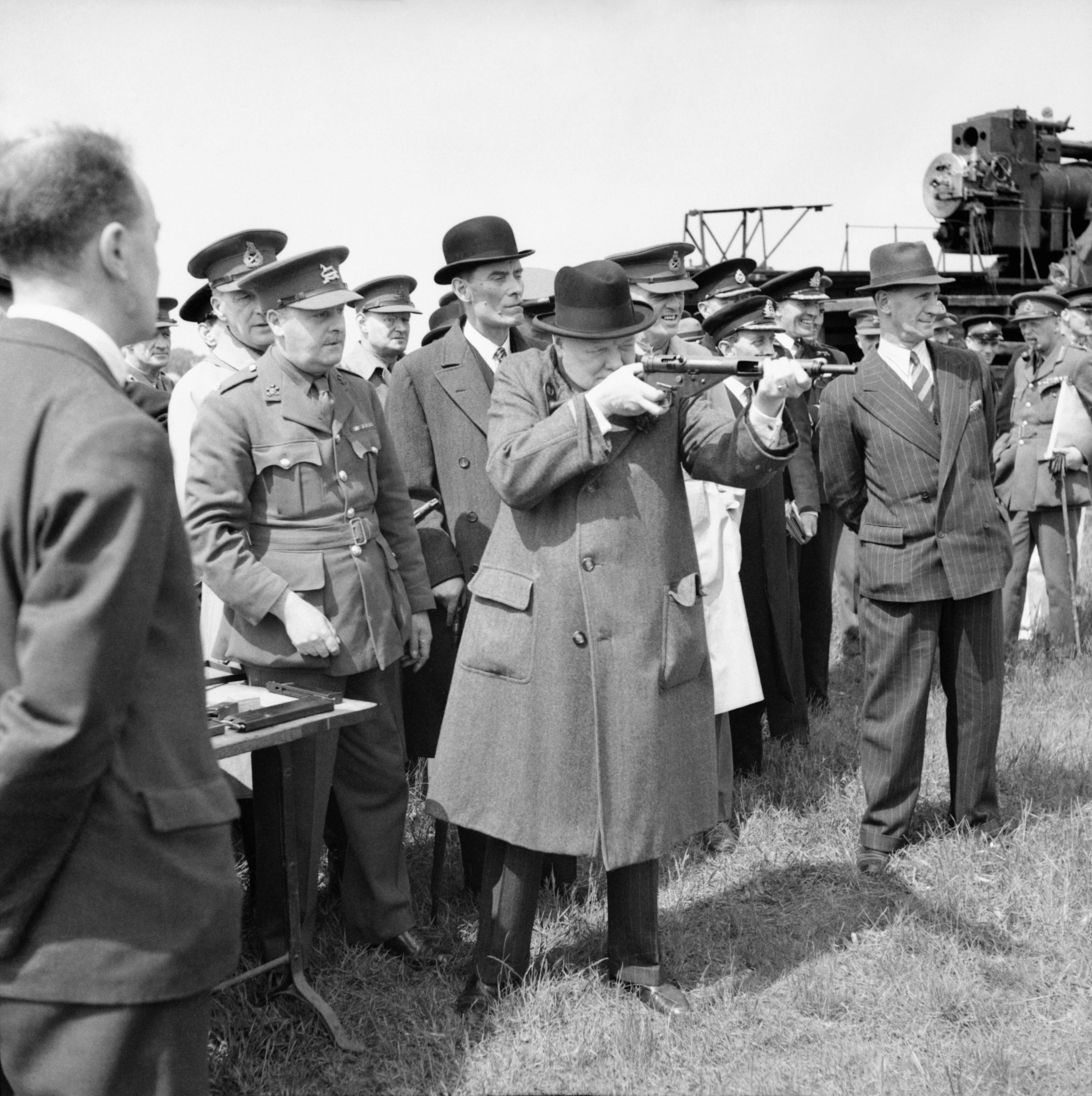
Poligono di Shoeburyness (Inghilterra), 13 giugno 1941: il primo ministro britannico Winston Churchill mentre prova un mitra Sten.

Il funzionamento era a massa battente. Gli organi di mira erano una rozza diottra posteriore fissa e un mirino a lancetta. Vi era un selettore a traversino davanti al grilletto, che permetteva di selezionare il fuoco semiautomatico o automatico agendo sulla leva di scatto interna a bilanciere. Nessun tipo di sicura, se non un rustico intaglio sulla scanalatura di armamento, dove bloccare la manetta di armamento dell'otturatore in posizione di apertura per evitare spari accidentali.
Utilizzava proiettili 9 × 19 mm Parabellum, le stesse usate dalle pistole (mitragliatrici e non) di produzione tedesca e del MAB italiano, in modo da consentire l'utilizzo anche di munizioni eventualmente reperite sul campo o requisite dai depositi e dagli arsenali nemici. Il caricatore, a inserimento laterale sinistro,poteva usare anche caricatori dell'MP 40 tedesca, dato che era ispirato alla MP 28, da cui discendevano entrambe. 
Era bifilare a presentazione singola, e conteneva 32 colpi; spesso era causa di malfunzionamenti a causa della sua concezione che rendeva difficoltoso lo scorrimento dei proiettili. Era possibile usare i caricatori tedeschi del MP40, perfettamente compatibili, mentre alcuni accorgimenti strutturali dell'arma inglese (dente di arresto) non lo rendevano utilizzabile sulla MP 40.

## Impiego operativo
Distribuito ai soldati britannici nella metà del 1941, a cominciare dalla Western Desert Force, lo Sten fu impiegato su tutti i fronti della Seconda Guerra Mondiale, dal Sahara al Borneo e dalla Norvegia ai Balcani, dalle forze armate dell'Impero Britannico e da tutti i movimenti clandestini e partigiani. Ovunque emersero i suoi pregi e i suoi difetti, in particolare la tendenza a incepparsi se impugnato per il caricatore (i manuali militari raccomandavano di impugnarlo per il manicotto che avvolgeva la canna, che però tendeva a scaldarsi rapidamente), e il rischio di spari accidentali in caso di urti violenti (come del resto tutte le armi a massa battente prive di sicura sull'otturatore, come era la norma all'epoca).
Il caso più famoso di malfunzionamento fu l'attentato di Praga a Reinhard Heydrich, capo dell'SS e governatore di Boemia e Moravia, ad opera di due agenti segreti cecoslovacchi: Josef Gabčik e Jan Kubiš, paracadutati dai britannici. Erano muniti di uno Sten Mk. II che al momento di far fuoco su Heydrich si inceppò, e dovettero servirsi di una bomba a mano. I militari inglesi e canadesi, principali utilizzatori, non amavano troppo lo Sten: lo consideravano inaffidabile e inutile oltre i 100 metri e gli preferivano il fucile Enfield, mentre invece apprezzavano molto l'arma tutti coloro che dovevano combattere a breve distanza e con ingombri ridotti: paracadutisti, carristi, ecc, i quali impararono che uno Sten ben tenuto e correttamente impiegato era molto efficace.

È piuttosto significativo il fatto che i commando britannici, i quali avevano la possibilità di scegliersi le proprie armi, non vollero mai saperne dello Sten e preferirono sempre il Thompson statunitense, molto più pesante e costoso ma anche molto più preciso, stabile ed efficiente. Allo stesso modo, i combattenti della Resistenza italiana preferivano il Beretta MAB come arma individuale, anche se ben più ingombrante, per la sua migliore precisione, mentre per le azioni clandestine utilizzavano sempre gli Sten, che potevano essere nascosti facilmente.

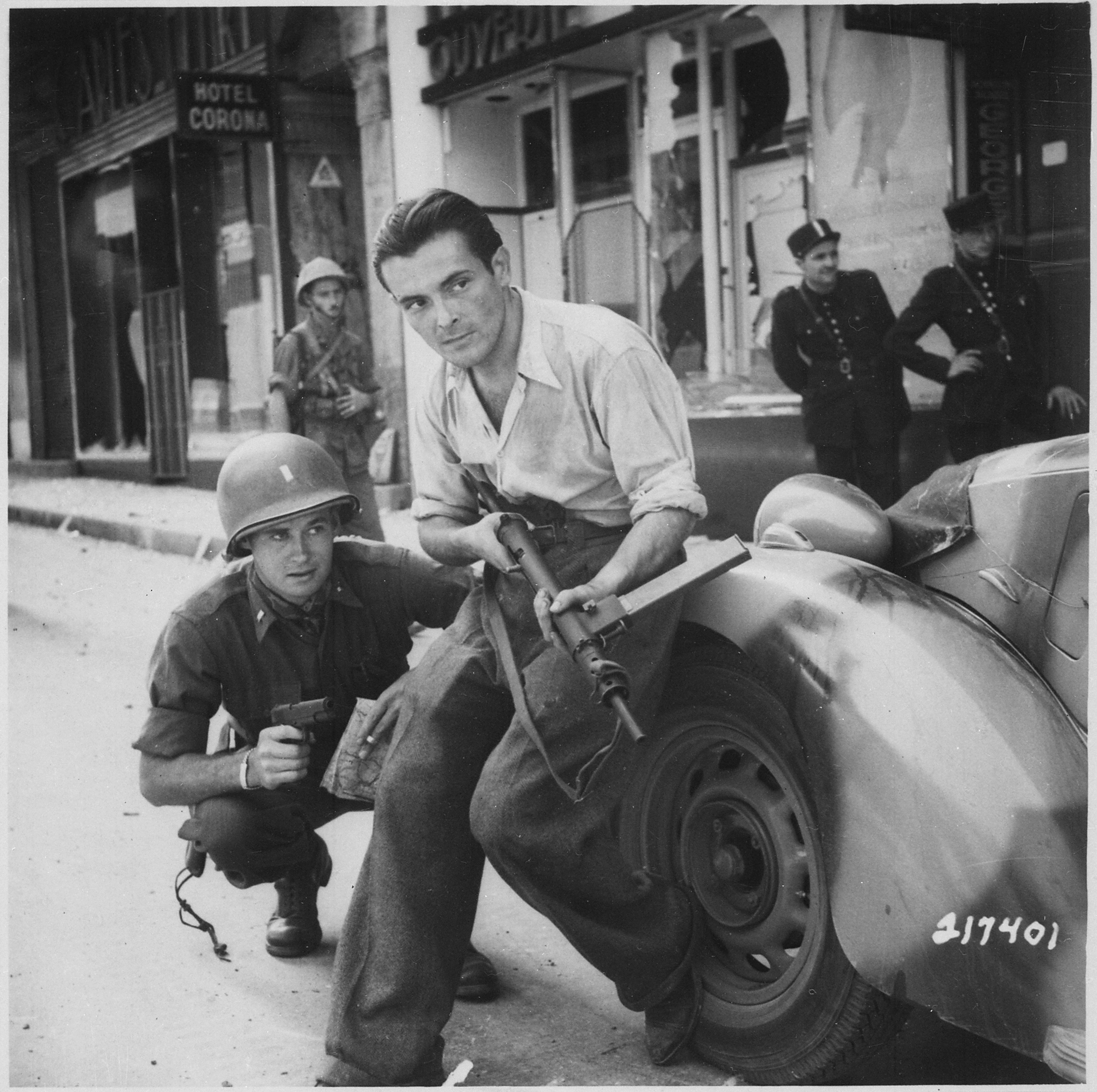
Un combattente francese delle FFI (Forces Francaises de l'Interieur) armato di Sten si ripara dal fuoco di soldati tedeschi, in una località della Francia settentrionale, estate 1944. Alle sue spalle, un ufficiale statunitense armato di pistola Colt M1911.

Oltre all'esercito britannico, lo Sten fu ampiamente distribuito a pressoché tutti i movimenti clandestini di guerriglia e di resistenza europei ed asiatici, i quali apprezzarono moltissimo la facilità con cui poteva essere smontato e occultato. I più grandi estimatori dello Sten furono infatti i membri dei movimenti di resistenza, in Europa e Asia, per i quali era l'arma ideale: semplicissimo da usare, facile da smontare e pulire, leggero, compatto, si occultava praticamente dappertutto e permetteva un volume di fuoco devastante. In effetti lo Sten era molto efficace nei combattimenti entro i 20 metri, caratteristici della guerriglia e delle azioni di lotta clandestina, nei quali non valeva certo meno di armi ben più raffinate e costose.
Lo Sten fu impiegato estesamente anche nella guerra di liberazione in Italia, sia dal CLN, che ne ricevette un gran numero, sia dalle forze della Repubblica Sociale Italiana che ne catturarono molti esemplari. I tedeschi apprezzarono la semplicità dello Sten quando nel 1945 produssero un'arma specifica per la Volkssturm, il MP 3008 che ne era quasi una diretta copia. Inoltre, impiegarono tutti gli Sten catturati distribuendolo a Polizia Militare, Marina e SS con la sigla MP.748 (e), dove la lettera "e" sta per englisch ("inglese").
Dopo la guerra, le grandi quantità di Sten giacenti nei magazzini britannici vennero largamente cedute a Francia, Israele, Paesi del Commonwealth e colonie britanniche e furono utilizzate in ogni conflitto degli anni cinquanta e sessanta. L'esercito britannico cessò di produrlo nel 1953, sostituendolo con lo Sterling, ma continuò a utilizzarlo fino agli anni sessanta, durante la Border Campaign dell'Irlanda del Nord. Ancora, nella guerra indo-pakistana del 1971 entrambe le parti utilizzarono estesamente lo Sten. L'ultimo utilizzatore "ufficiale" dello Sten fu il Movimento Zapatista messicano nel Chiapas, nel 1994.

## Prestazioni
Il calibro, le dimensioni e la meccanica dell'arma la rendevano valida principalmente a corta distanza. Gli organi di mira non permettevano un tiro mirato superiore ai 20-25 metri, nonostante la canna fosse realizzata bene. Soprattutto nelle serie Mk. IV e Mk. V e nel tiro semiautomatico lo Sten rivela una balistica potenzialmente ottima; nel tiro automatico invece il peso dell'otturatore e la potenza della molla di recupero (necessari per assorbire il rinculo, dato che l'arma non presenta né compensatori né altri accorgimenti) sbilanciano il tiro, rendendolo impreciso e disperdendo molto i colpi (a corta distanza questa caratteristica può essere sfruttata con effetti micidiali da un tiratore esperto).
L'arma britannica, per quanto rozza, è robusta e ben fatta meccanicamente: l'estrattore elastico è poderosamente dimensionato e scongiura ogni possibile difetto di estrazione, e la camera di cartuccia è lavorata impeccabilmente, infatti è esente da "incollaggi" del bossolo. La causa principale di inceppamenti è la scorretta impugnatura dell'arma, che molto spesso veniva impugnata per il caricatore: ciò può provocare oscillazioni involontarie di quest'ultimo e un conseguente blocco delle cartucce. Anche la presentazione singola delle cartucce può dare problemi di alimentazione, a cui i soldati britannici impararono a rimediare dando uno "schiaffo" al caricatore, come facevano i loro avversari tedeschi.
Le versioni silenziate come lo Sten Mk II-S o lo Sten Mk VI, in dotazione ad esempio ai commando britannici, consentivano di esplodere non più di due o tre colpi in fuoco automatico, dopo i quali il silenziatore diventava inefficace.
|  |  |  |  |
|  |  |  |  |

## Varianti
Le varianti dello Sten, in rapporto al numero di esemplari prodotti, non furono molte.

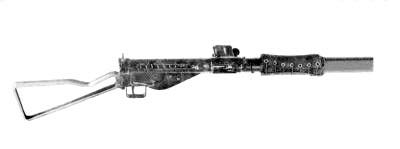
Uno Sten Mk.II S (special purpose), arma prodotta nel 1943 installando sullo Sten Mk.II un silenziatore fisso. Fu molto apprezzato dai commando inglesi e dai membri della Resistenza europea per la sua silenziosità, anche se occorreva evitare il tiro a raffica per non usurare il silenziatore.

- Uno Sten Mk.II S (special purpose), arma prodotta nel 1943 installando sullo Sten Mk.II un silenziatore fisso. Fu molto apprezzato dai commando inglesi e dai membri della Resistenza europea per la sua silenziosità, anche se occorreva evitare il tiro a raffica per non usurare il silenziatore.Sten Mk I. Adottato nel 1941, il Mk I Ha la canna completamente protetta da un manicotto, un rompifiamma, un'astina in legno ed un'impugnatura anteriore che può essere ribaltata in avanti sotto la canna. Su quest'arma possono essere montati due diversi tipi di calcio, il Mk I costruito in profilato di acciaio con un inserto in legno nel punto di presa della mano, e il Mk II realizzato in tubo di acciaio. Prodotto in 100.000 esemplari.
- Sten Mk I*. È una versione semplificata del Mk I, priva di rompifiamma e di astina in legno, sostituita da una scanalatura di lamiera. La maggior parte dei Mk I* sono privi dell'impugnatura anteriore in legno.

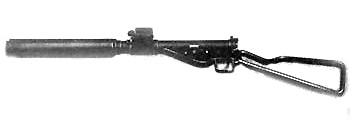
Prodotto nel 1944 su richiesta del SOE, il Mk.VI S fu il più efficace degli Sten silenziati. Venne estesamente utilizzato dai reparti speciali britannici, francesi e israeliani nei conflitti degli anni '50 e '60 e alcuni esemplari furono impiegati dalle Special Forces statunitensi in Vietnam negli anni '60.

- Prodotto nel 1944 su richiesta del SOE, il Mk.VI S fu il più efficace degli Sten silenziati. Venne estesamente utilizzato dai reparti speciali britannici, francesi e israeliani nei conflitti degli anni '50 e '60 e alcuni esemplari furono impiegati dalle Special Forces statunitensi in Vietnam negli anni '60.Sten Mk II. La variante prodotta in maggior numero, circa 2 milioni di esemplari. Differisce dal Mk I solo esteriormente. La canna e il suo manicotto sono stati accorciati; è stata modificata la forma della manetta d'armamento e semplificato il calcio, che può essere di parecchi tipi, intercambiabili tra loro. Il bocchettone del caricatore dello Sten Mk II può essere ruotato, cosicché il suo manicotto di supporto funziona come coperchio di protezione delle feritoie di alimentazione e di espulsione. Venne prodotto anche in Canada dall'arsenale di Long Branch, e le armi canadesi si differenziano per avere il calcio a stampella monotrave del Mk. I anziché trapezoidale come i Mk. II prodotti in Inghilterra. I tedeschi lo impiegarono come MP.749(e)
- Sten Mk II S. È la versione provvista di silenziatore del Mk II, rispetto al quale presenta un otturatore più leggero e canna e molla di recupero accorciate. Disponibile il tiro a raffica, che però mette rapidamente fuori uso il silenziatore.
- Sten Mk III. Il modello Mk III è probabilmente lo Sten più economico. Castello e manicotto sono ricavati da un semplice tubo d'acciaio, al quale viene saldato il bocchettone del caricatore; la canna non è asportabile.

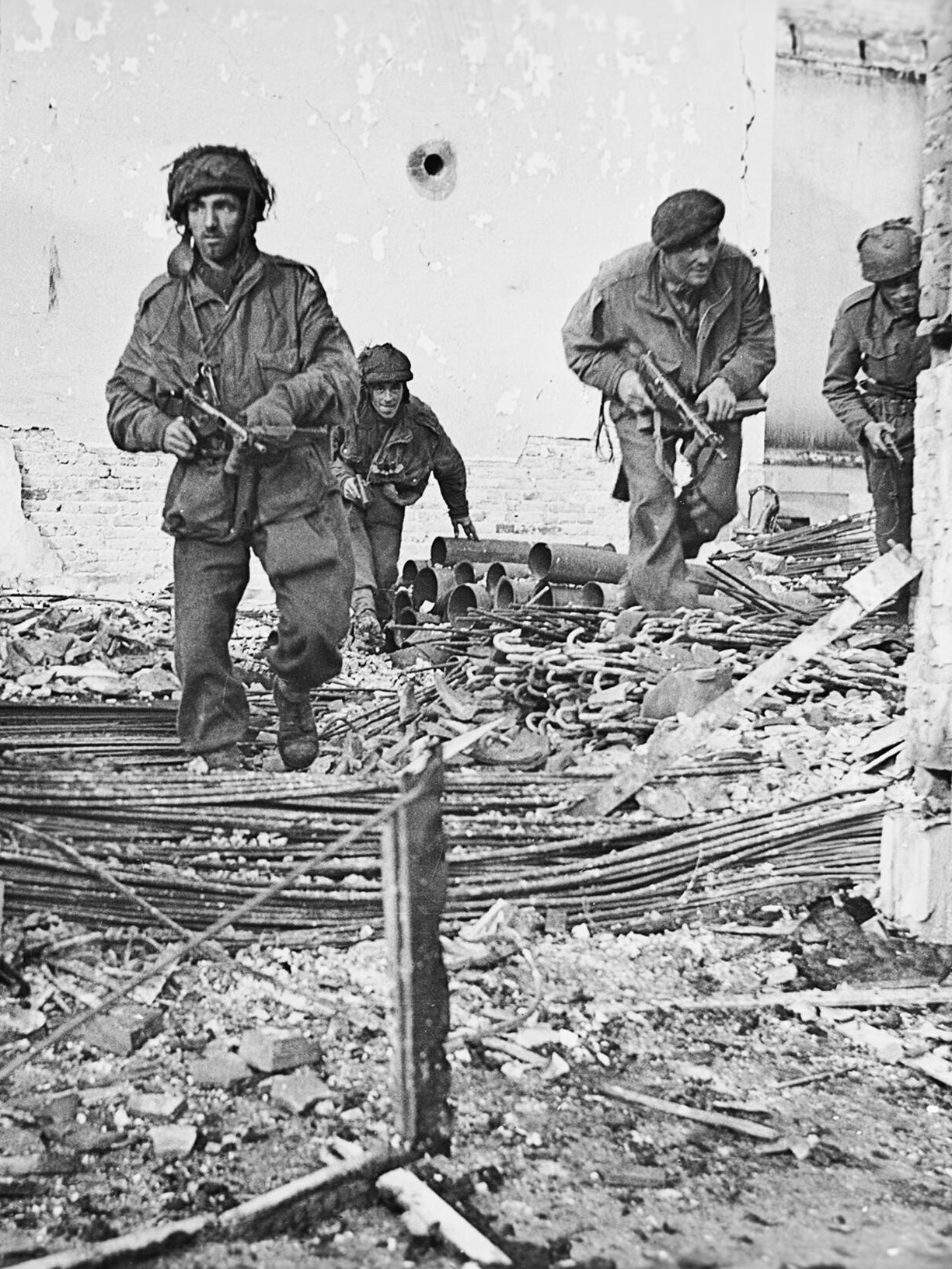
Paracadutisti inglesi avanzano nelle rovine di Oosterbeek (Olanda), durante la battaglia di Arnhem. Sono armati di Sten Mk. V

- Sten Mk IV. Di quest'arma furono costruite due varianti, A e B, per un totale di circa 2000 esemplari. Il Mk IV era un'arma molto compatta, particolarmente adatta per reparti speciali. Il tipo B è dotato di un'impugnatura a pistola posta in posizione molto più avanzata del normale, mentre il tipo A ha l'impugnatura a pistola posta in posizione analoga a quella degli altri Sten, dei quali conserva anche il tipico coperchio del gruppo di scatto. Ambedue hanno canna corta, rompifiamma e calcio pieghevole.
- Sten Mk V. È l'ultimo modello dello Sten e rimase in dotazione dal 1944 fino all'adozione dello Sterling Patchett nel 1953. Il Mk V è sostanzialmente un Mk.II meglio rifinito. Ha alcune caratteristiche che non si trovano sugli Sten precedenti: impugnatura a pistola e calcio in legno, mirino con alette di protezione del fucile Enfield Mk. III e canna provvista di attacco per le baionette Mk 1 e Mk II. I primi esemplari sono dotati di un'impugnatura a pistola anteriore in legno.
- Sten Mk VI. Si tratta del Mk V con canna accorciata e dotato di silenziatore. Anche in questo caso, il tiro a raffica deteriora rapidamente il silenziatore.
- Austen (AUstralian STEN). Variante dello Sten Mk II prodotta in Australia. Esteriormente simile allo Sten, era meccanicamente simile all'MP 40 tedesco. Inoltre aveva due impugnature a pistola, una anteriore e una posteriore. Durante la seconda guerra mondiale ne furono costruiti circa 20.000 esemplari.
- Gerät Potsdam. La Mauser produsse una copia dello Sten Mk II. Queste armi, conosciute come Gerät Potsdam, erano probabilmente destinate a qualche impiego clandestino, poiché venivano imitati anche i marchi inglesi. Un'altra copia dello Sten, l'MP 3008, destinata ad armare il Volkssturm, fu realizzata in numerose versioni.

Oltre a queste, molti movimenti clandestini in Europa produssero in proprio le loro versioni dello Sten, poiché non erano necessarie particolari attrezzature. Fra gli altri, sono noti gli Sten prodotti in Polonia, Francia, e dall'Irgun israeliano.

## Curiosità
- Per un corretto utilizzo il manuale raccomandava che l'arma fosse sorretta con la mano sinistra alla base della canna e non sul caricatore: sparando in automatico si correva infatti il rischio che il caricatore si sfilasse, interrompendo la raffica, o che si alterasse il bocchettone d'inserimento del caricatore stesso.
- Per evitare che la molla di alimentazione forzasse troppo le cartucce nel caricatore, alcuni utilizzatori erano soliti caricare l'arma con soli 29 o 30 colpi anziché i regolari 32.
- Per costruire uno Sten bastavano 9 dollari dell'epoca (una cifra irrisoria anche tutt'oggi).
- Il Monumento al partigiano di Parma immortala un partigiano con uno Sten.
- Kim, personaggio de Il sentiero dei nidi di ragno di Italo Calvino, porta uno Sten.
- Lo Sten è presente nel videogioco Vietcong 2 nella versione Mk IIS.
- Quest'arma è presente in: Call of Duty: Vanguard